# مرکز ورزشی آنجلو موراتی
مرکز ورزشی آنجلو موراتی (ایتالیایی: Centro Sportivo Angelo Moratti) که در حال حاضر به دلیل مسائل اسپانسرینگ با عنوان مرکز ورزشی بی‌پی‌ئی‌آر (BPER) به یاد آنجلو موراتی شناخته می‌شود، زمین تمرین باشگاه فوتبال اینتر میلان است. این زمین در خارج از منطقه آپیانو جنتیله و در یک کومونه در استان کومو در منطقه لمباردی کشور ایتالیا قرار دارد و در حدود ۳۵ کیلومتری (۲۲ مایلی) شمال غربی میلان و حدود ۱۲ کیلومتری (۷ مایلی) جنوب غربی کومو واقع شده است. این زمین تمرین معمولاً با نام "پینه تینا" (Pinetina) شناخته می‌شود.

## تاریخچه
بنا به سفارش آنجلو موراتی، رئیس اینتر کبیر (Grande Inter) و مربی هلنیو هررا، این مرکز طی سال‌های ۱۹۶۰ تا ۱۹۶۲ ساخته شده است و از آن زمان تاکنون به‌طور مداوم برای تمرین تیم اول مورد استفاده قرار گرفته است.
در سال ۲۰۱۶، این مرکز به دلیل مسائل اسپانسرینگ به «مرکز ورزشی سانینگ به یاد آنجلو موراتی» (The Suning Training Centre in memory of Angelo Moratti) تغییر نام پیدا کرد.
در سال ۲۰۲۴، پس از اینکه سانینگ مالکیت باشگاه را از دست داد، بی‌پی‌ئی‌آر بانکا (BPER Banca) حق نامگذاری این مرکز را کسب کرد، در نتیجه از آن زمان به بعد این مرکز با نام «مرکز ورزشی بی‌پی‌ئی‌آر (BPER) به یاد آنجلو موراتی» (BPER Training Centre in Memory of Angelo Moratti) شناخته می‌شود.

## مجموعه تمرینی
این مجموعه تمرینی در مجاورت "باشگاه گلف پینه تینا" (the Golf Club La Pinetina) و در جنوب غربی آپیانو جنتیله قرار دارد.

### زمین‌ها
مرکز ورزشی آنجلو موراتی شامل سه زمین است؛ یکی با اندازه معمولی و دو زمین چمن مصنوعی کوچکتر که دارای یک سقف متحرک برای محافظت از زمین در برابر شرایط آب و هوایی مانند باران، وزش باد شدید و برف می‌باشد که به «قفس» معروف است و مساحت آن ۴۸ در ۲۶ متر که از همه طرف توسط فنس احاطه شده است.

### سالن‌های ورزشی
امکانات دیگر شامل دو سالن ورزشی به مساحت ۲۵۰ و ۱۰۰ متر مربع که از جدیدترین تجهیزات تناسب اندام، اتاق پزشکی، فیزیوتراپی و ماساژ درمانی کارکنان، یک استخر شنا با جکوزی، سیستم شنا مخالف، سه رختکن و دو انبار برخوردار است.

### ساختمان اصلی
طبقه اول ساختمان اصلی شامل ۲۴ اتاق دونفره و ۲ اتاق تک نفره برای بازیکنان در هنگام تمرین پیش فصل، یک اتاق بازی، یک اتاق جلسات و یک استودیوی تولید محتوای رسانه ای به نام اینتر TV است. در طبقه همکف یک سالن بزرگ با میز و صندلی‌های صبحانه، آشپزخانه، رستوران و اتاق مطبوعات وجود دارد که می‌تواند بیش از ۳۰ روزنامه‌نگار را در خود جای دهد.